# Bahnhof Matsumoto
Der Bahnhof Matsumoto (jap. 松本駅 Matsumoto-eki) ist ein Bahnhof auf der japanischen Insel Honshū. Er wird gemeinsam von den Bahngesellschaften JR East und Alpico Kōtsū betrieben. Der bedeutende Verkehrsknotenpunkt befindet sich in der Präfektur Nagano auf dem Gebiet der Stadt Matsumoto, inmitten der Japanischen Alpen.

## Verbindungen
Matsumoto ist ein Anschlussbahnhof an der Shinonoi-Linie der Bahngesellschaft JR East, die Shiojiri mit Nagano bzw. die Chūō-Hauptlinie mit der Shin’etsu-Hauptlinie verbindet. Von dieser zweigen die Ōito-Linie von JR East nach Itoigawa sowie die Kamikōchi-Linie der Alpico Kōtsū ab. Im Fernverkehr bietet JR East den Schnellzug Azusa an, der im Stundentakt von Shinjuku über Kōfu, Okaya und Shiojiri nach Matsumoto fährt. Je ein Zugpaar täglich verbindet den Bahnhof Tokio mit Matsumoto, Shinjuku mit Minami-Otari (an der Ōito-Linie) sowie Chiba mit Matsumoto. Der gemeinsam mit JR Central angebotene Shinano verkehrt ebenfalls im Stundentakt von Nagoya über Matsumoto, Shiojiri und Nakatsugawa nach Nagoya.
Was den Nahverkehr auf der Shinonoi-Linie betrifft, so fahren die Regionalzüge in einem ungefähren Stundentakt nach Shiojiri, wo sie auf die Shin’etsu-Hauptlinie nach Nagano durchgebunden werden (am Vor- und Nachmittag bestehen Taktlücken). Andererseits fahren sie im angenäherten Halbstundentakt von Matsumoto über Shiojiri und Okaya nach Kōfu. In einzelnen Fällen fahren sie von Kōfu aus weiter nach Ōtsuki und Takao. Auf der Ōito-Linie wird zwischen Matsumoto und Shinano-Ōmachi ein angenäherter Stundentakt angeboten, der während der Hauptverkehrszeit bis Ariake oder Hotaka ungefähr zu einem Halbstundentakt verdichtet wird. Züge auf der Kamikōchi-Linie verkehren ungefähr alle 40 bis 60 Minuten in Richtung Shin-Shimashima, während der Hauptverkehrszeit alle 20 Minuten in der Lastrichtung.
Der Verkehrsbetrieb Alpico Kōtsū betreibt das Stadtbusnetz von Matsumoto mit einem Dutzend Linien; die meisten fahren vom östlichen Bahnhofsvorplatz aus, ein kleinerer Teil vom westlichen Bahnhofsvorplatz. Den nahe gelegenen Busbahnhof nutzen überwiegend Schnellbusse, unter anderem nach Shinjuku, Nagano, Ueda, Takayama, Toyama, Kanazawa, Kyōto, Osaka und Hakuba sowie zum Flughafen Tokio-Narita und zum Flughafen Matsumoto.

## Anlage
Der Bahnhof steht an der Grenze zwischen den Stadtteilen Habaue im Westen und Fukashi im Osten. Ebenfalls im Osten erstreckt sich das Stadtzentrum mit Kaufhäusern, Geschäften und öffentlichen Einrichtungen. An der Westseite steht ein Krankenhaus, knapp zwei Kilometer nordöstlich die Burg Matsumoto. Die ebenerdige Anlage ist annähernd von Norden nach Süden ausgerichtet und umfasst 15 Gleise, von denen acht dem Personenverkehr dienen. Diese liegen an vier Mittelbahnsteigen, die alle überdacht sind. Die Bahnsteige sind nicht parallel angeordnet, sondern etwas versetzt zueinander. Erreichbar sind sie über Treppen, Rolltreppen und Aufzüge, die hinauf zu einem Reiterbahnhof führen, der sich über die ganze Anlage hinweg erstreckt. Während an der Westseite des Reiterbahnhofs ein Eingangspavillon steht, ist an die Ostseite ein dreigeschossiges Empfangsgebäude angebaut, das mehrere Läden enthält.
Am westlichsten Mittelbahnsteig liegen keine Durchfahrtsgleise, sondern je ein Stumpfgleis, das von Zügen der Kamikōchi-Linie und der Ōito-Linie aus entgegengesetzten Richtungen angefahren wird; von der Funktion her ist er also eher ein Kopfbahnsteig. Drei Durchfahrtsgleise in der Mitte der Anlage sind dem Güterverkehr vorbehalten, vier stumpf endende Gleise an der Südostseite dienen als Abstellanlage. Rund 300 Meter im Süden befindet sich das Depot Matsumoto der Bahngesellschaft JR East, bestehend aus einer sechsgleisigen Wartungshalle und einer weiteren Abstellanlage mit 14 Gleisen.
Im Fiskaljahr 2019 nutzten durchschnittlich 18.360 Fahrgäste täglich den Bahnhof. Davon entfielen 16.182 auf JR East und 2189 auf Alpico Kōtsū.

## Gleise
| 0–5 | ▉ Chūō-Linie      | Shinjuku • Tokio • Chiba |
| 0–5 | ▉ Chūō-Linie      | Nakatsugawa • Nagoya     |
| 1–5 | ▉ Shinonoi-Linie  | Nagano                   |
| 2–6 | ▉ Ōito-Linie      | Minami-Otari             |
| 7   | ▉ Kamikochi-Linie | Shin-Shimashima          |

## Bilder

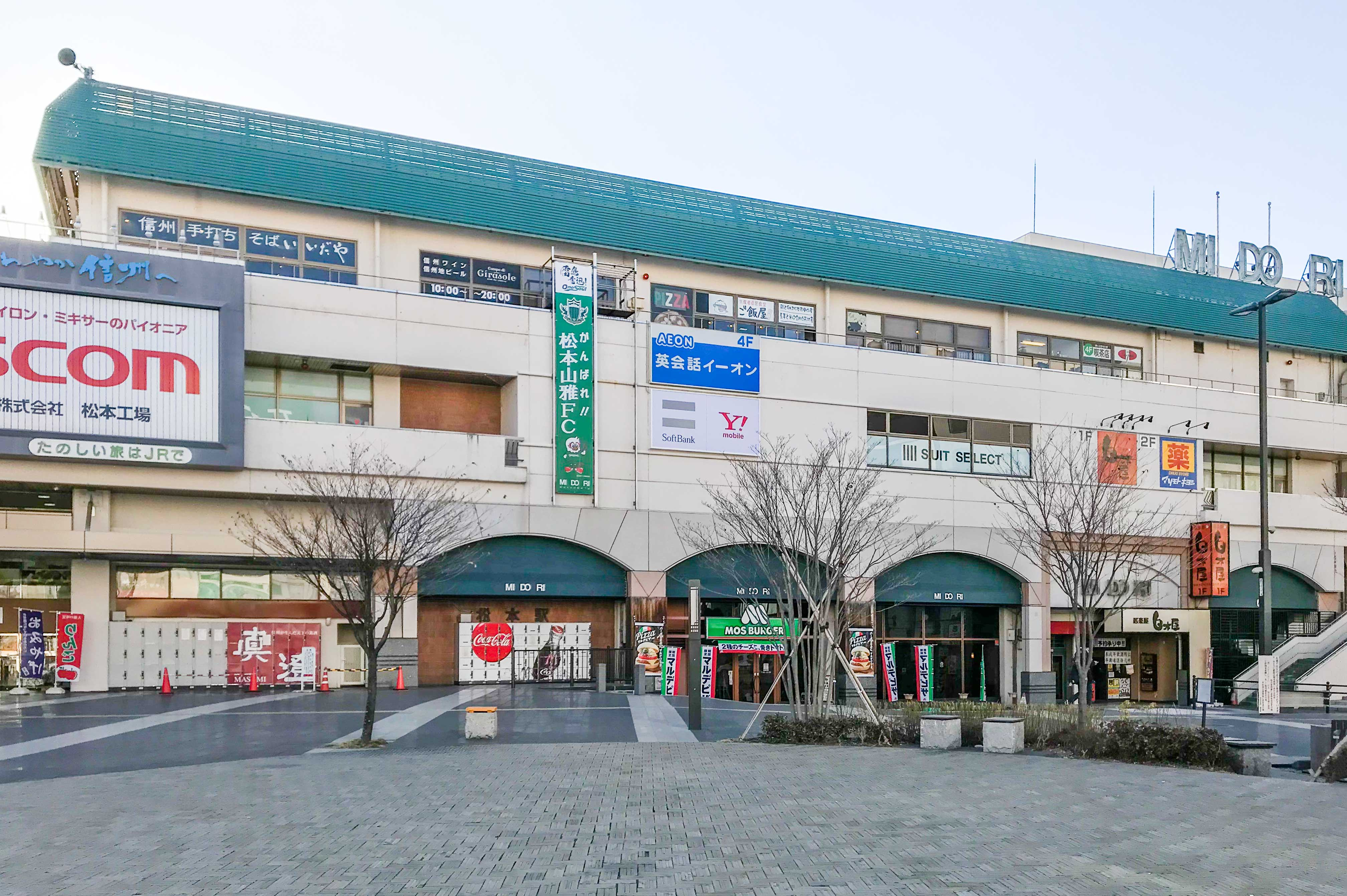
Empfangsgebäude „Midori“
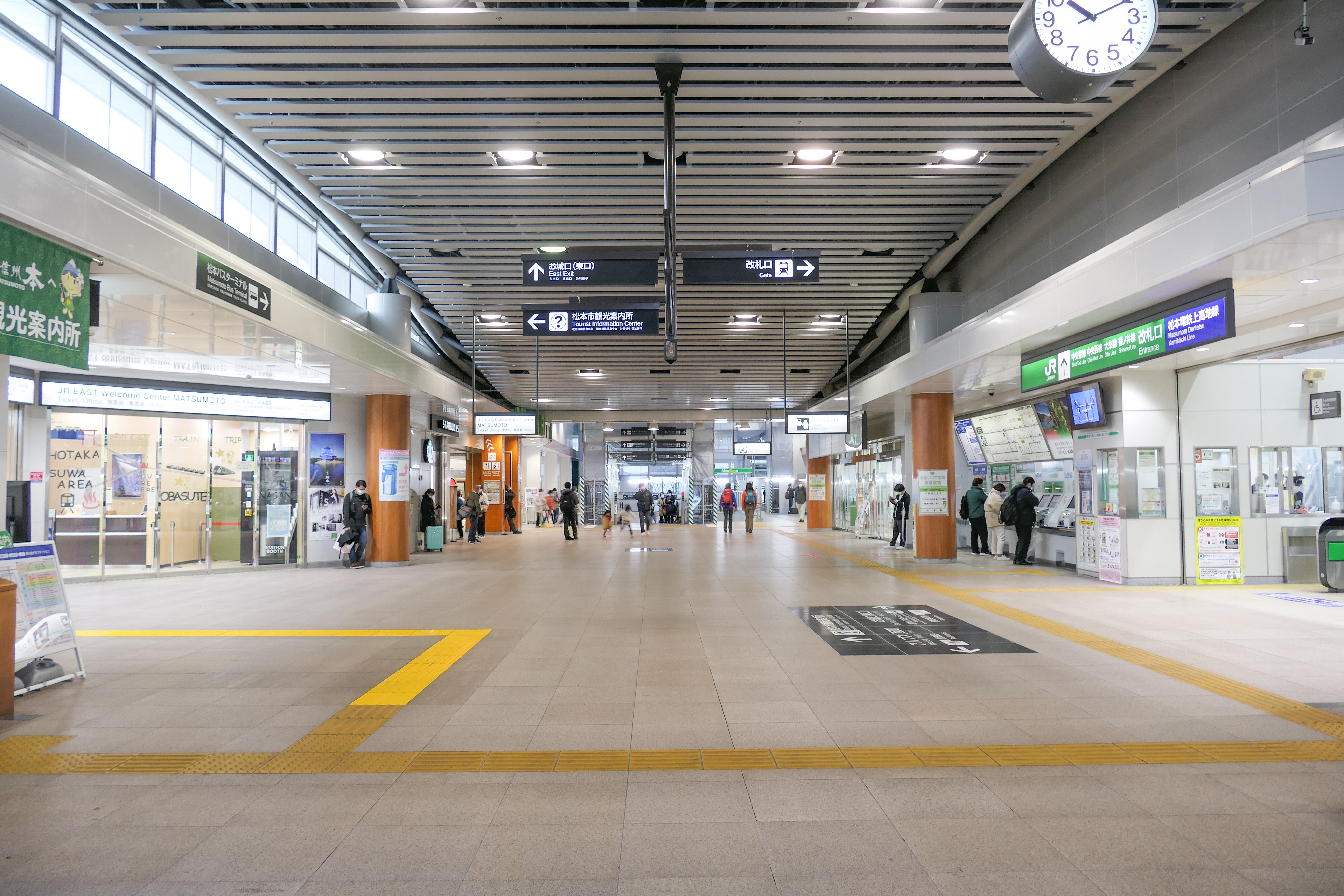
Haupthalle des Reiterbahnhofs
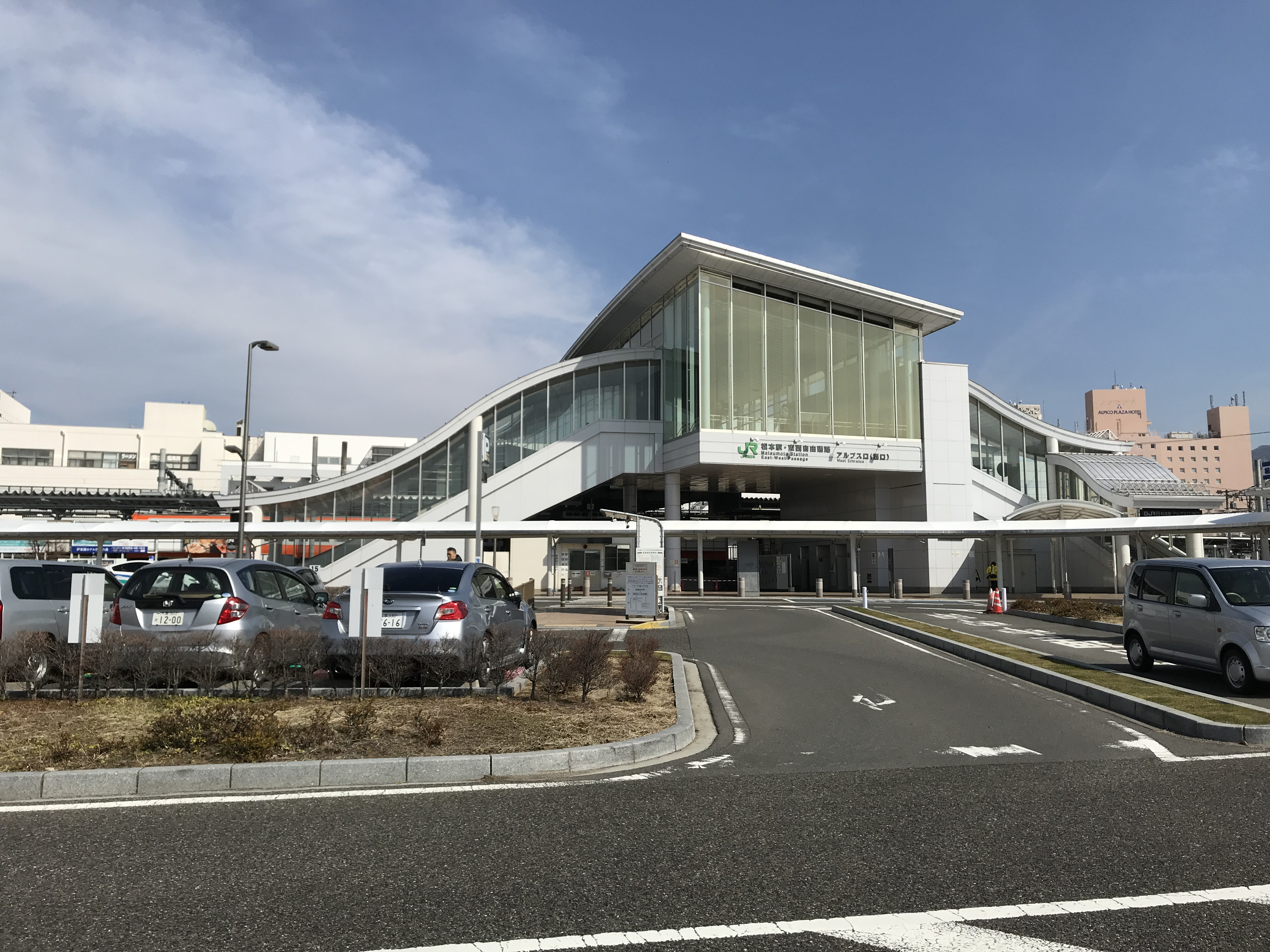
Westeingang
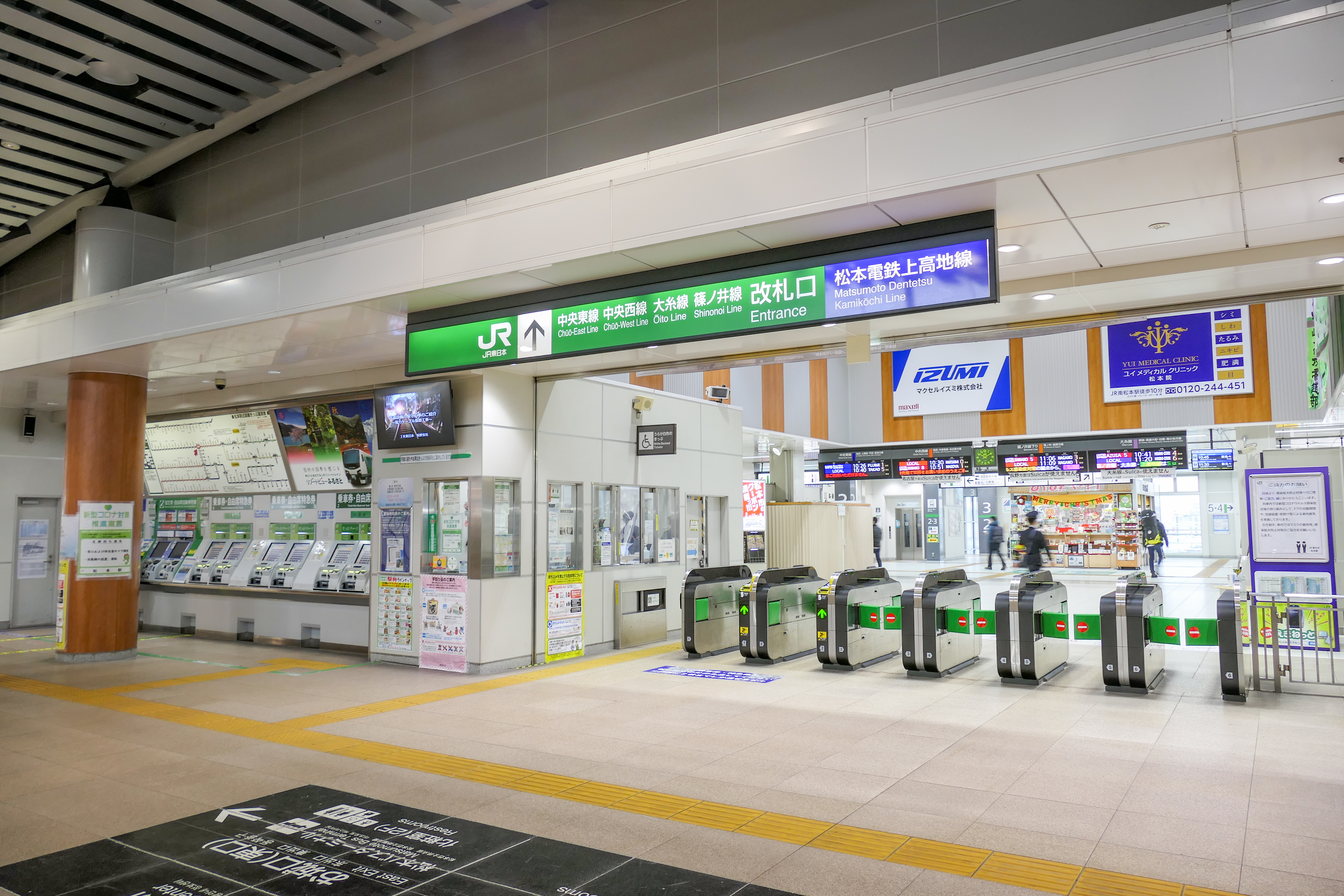
Bahnsteigsperren
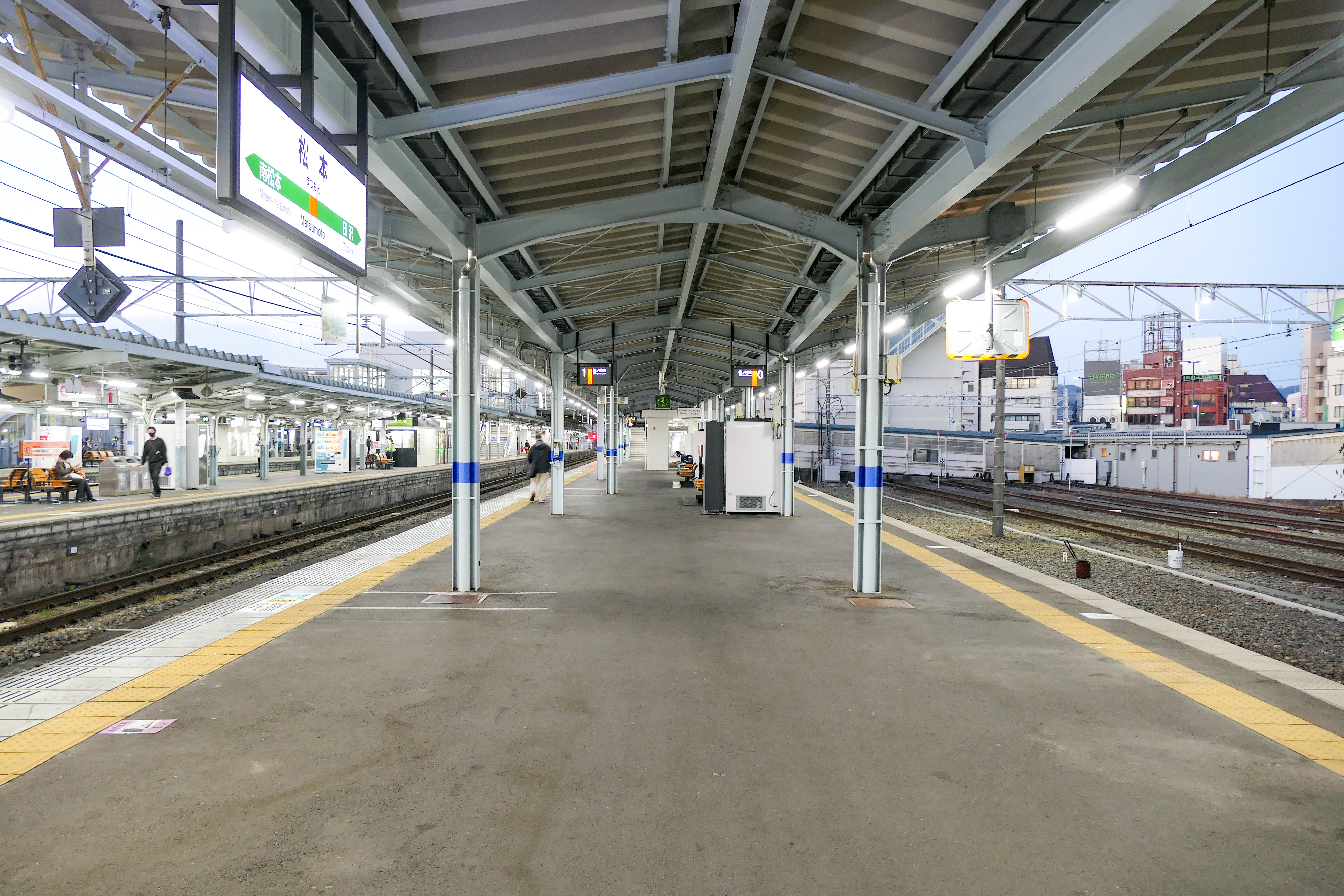
Bahnsteig (Gleise 0/1)
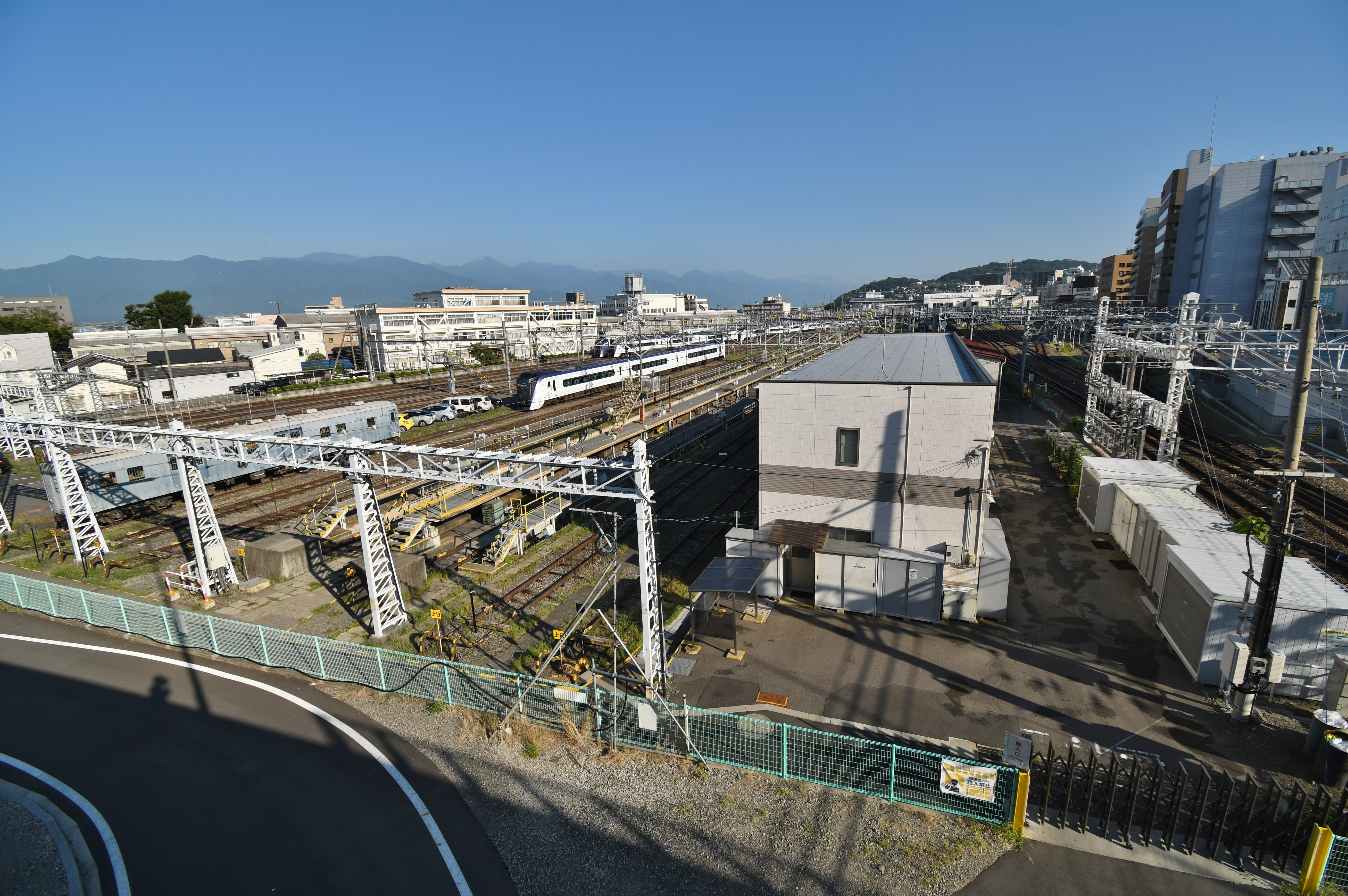
Depot
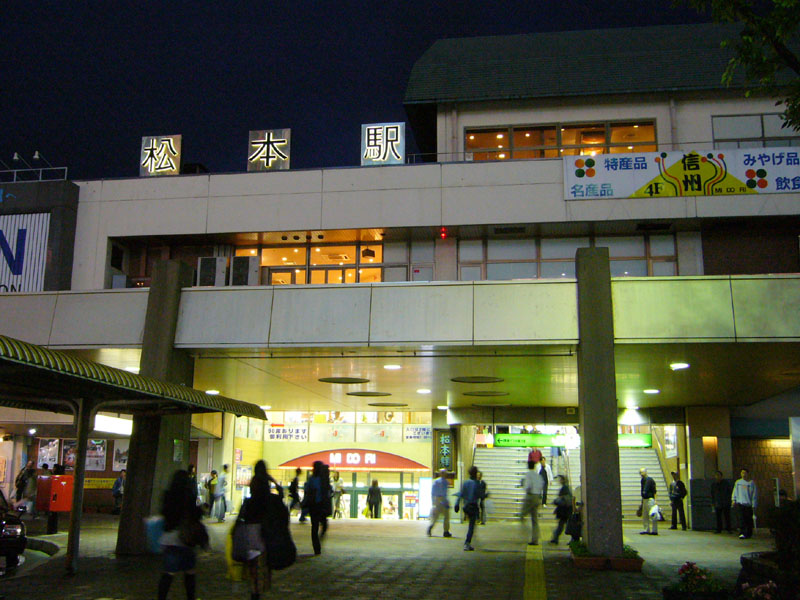
Bahnhofsgebäude vor der Sanierung (2005)

## Linien
| Verlauf der Shinonoi-Linie |
| --- |
| (Nagano •) Shinonoi • Inariyama • Obasute • Kamuriki • Hijiri-Kōgen • Sakakita • Nishijō • Akashina • Tazawa • Matsumoto • Minami-Matsumoto • Hirata • Murai • Hirooka • Shiojiri |

| Verlauf der Kamikōchi-Linie |
| --- |
| Matsumoto • Nishi-Matsumoto • Nagisa • Shinano-Arai • Ōniwa • Shimonii • Kitanii-Matsumotodaigakumae • Niimura • Samizo • Moriguchi • Shimojima • Hata • Endō • Shin-Shimashima |

## Geschichte

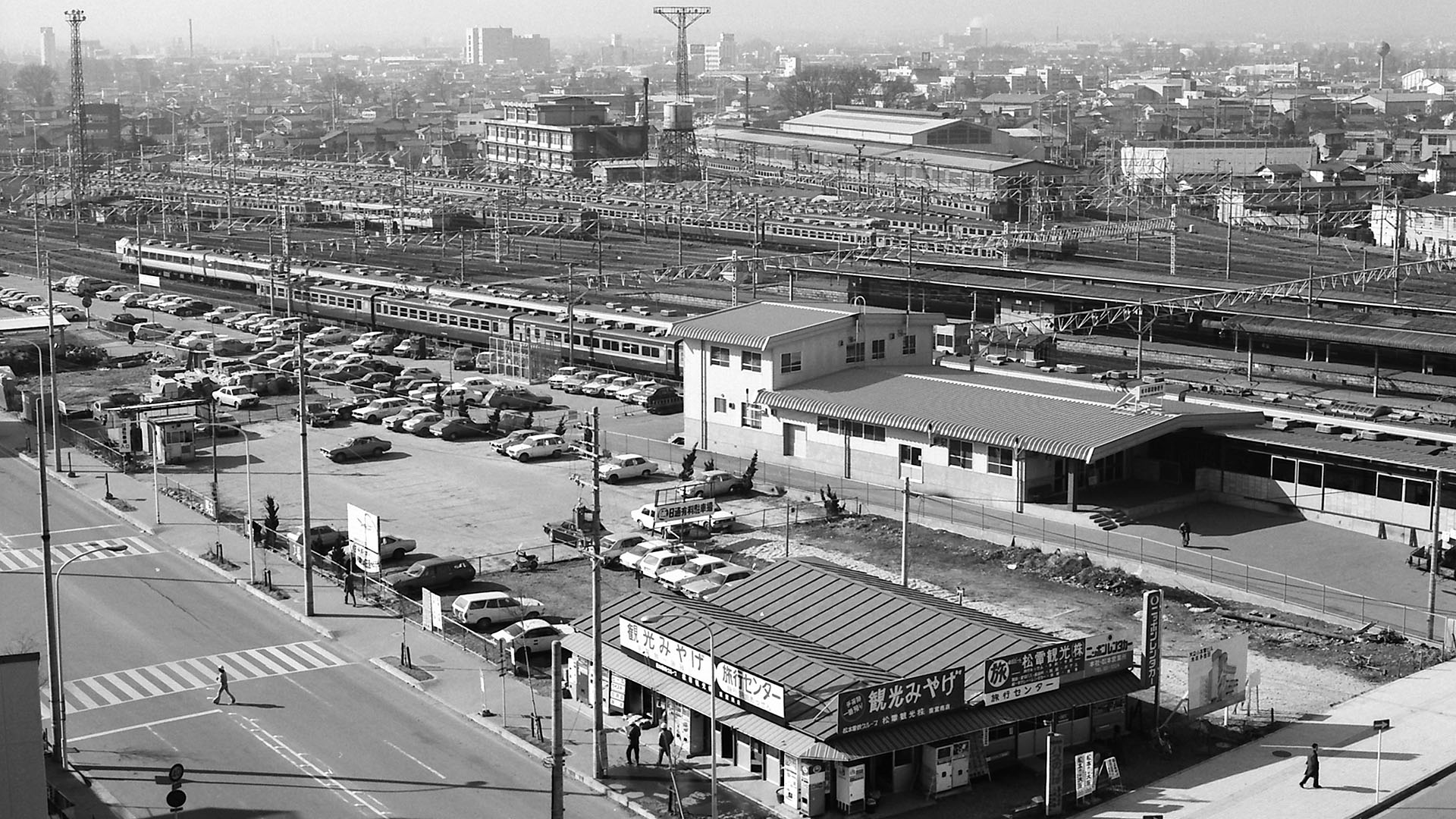
Ansicht von 1978

Das staatliche Eisenbahnamt (das spätere Eisenbahnministerium) eröffnete den Bahnhof am 15. Juni 1902, zusammen mit dem von Nishijō bis hierhin führenden Abschnitt der Shinonoi-Linie. Ein halbes Jahr lang war hier die Endstation, bis zur Eröffnung des daran anschließenden Teilstücks nach Shiojiri am 15. Dezember 1902. Die private Bahngesellschaft Shinano Tetsudō nahm am 5. April 1915 den unmittelbar angrenzenden Kopfbahnhof Matsumotoshi als Ausgangspunkt der Ōito-Linie in Betrieb, der bereits am 18. November 1916 in den staatlichen Bahnhof integriert wurde. Eine weitere Privatbahn, die Chikuma Tetsudō (heutige Alpico Kōtsū), eröffnete am 2. Oktober 1921 den ersten Abschnitt der Kamikōchi-Linie nach Niimura. 1937 gelangte die Shinano Tetsudō in Staatsbesitz.
Daraufhin nahm das Eisenbahnministerium einen Umbau des Bahnhofsgebäudes vor, der im April 1942 abgeschlossen war. Das zweigeschossige Gebäude brannte am 4. Februar 1947 vermutilch wegen eines elektrischen Defekts vollständig nieder, der Wiederaufbau dauerte bis zum 28. April 1948. Die seit 1922 bestehende Straßenbahn Matsumoto, die ihren Ausgangspunkt auf dem Bahnhofsvorplatz hatte, wurde am 1. April 1964 stillgelegt. Aus Rationalisierungsgründen stellte die Japanische Staatsbahn am 1. Juni 1968 den Güterumschlag ein. Ein Jahrzehnt später renovierte sie das Empfangsgebäudes, die entsprechenden Arbeiten waren am 22. Juli 1978 beendet.
Im Rahmen der Staatsbahnprivatisierung ging der staatliche Teil des Bahnhofs am 1. April 1987 in den Besitz der neuen Gesellschaft JR East über. Die neue Besitzerin baute daraufhin das Empfangsgebäude um und passte es den modernen Bedürfnissen an; die feierliche Wiedereröffnung fand am 2. April 1992 statt. Am 20. Mai 2006 folgte die Inbetriebnahme eines Teils der neuen Ost-West-Fußgängerpassage, der vollständige Umbau zu einem Reiterbahnhof war am 1. September 2007 abgeschlossen.